# Арлашин, Андрей Алексеевич
Андрей Алексеевич Арлашин (21 февраля 1990, Вязьма, Смоленская область, СССР) — российский футболист полузащитник.

## Карьера
Воспитанник смоленского футбола. Начинал свою профессиональную карьеру в местном «Днепре». Помимо него в России выступал за команды «Волочанин-Ратмир» Вышний Волочек, «Волга» Тверь и клуб ФНЛ «Петротрест». Зимой 2014 года перебрался в клуб высшей латвийской лиги «Даугава» (Даугавпилс). Туда его позвал главный тренер команды Виктор Демидов, под чьим руководством Арлашин уже выступал. С 2017 года — в СШ Можайск.
Брат-близнец Денис также футболист.